# 8212 Наосіґетані
8212 Наосіґетані (8212 Naoshigetani) — астероїд головного поясу, відкритий 6 березня 1995 року.
Тіссеранів параметр щодо Юпітера — 3,519.
Названо на честь Наосіґе Тані (яп. なおしげ・たに(谷直重) наосіґе тані)